# アントワネット・ナナ・ジムー
アントワネット・ナナ・ジムー・イダ（Antoinette Nana Djimou Ida、1985年8月2日 - ）は、フランスの陸上競技選手。混成競技を専門とする。

## 経歴

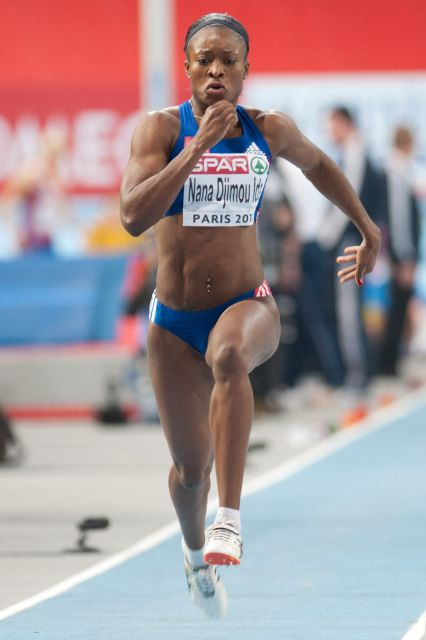
勝利に向けて跳躍するアントワネット

カメルーン・ドゥアラ出身。フランスに来て2年後にパリ郊外で陸上競技を始める。北京オリンピックとロンドンオリンピックの2度フランス代表として出場している。

## 個人記録

### 屋外
- 100メートル競走：11秒78 (2008年)
- 200メートル競走：24秒36 (2011年)
- 800メートル競走：2分15秒22 (2014年)
- 100メートルハードル：12秒96 (2012年)
- 走高跳：1m83 (2011年)
- 走幅跳：6m42 (2012年)
- 砲丸投：14m65 (2014年)
- やり投：57m27 m (2012年)
- 七種競技：6576点 (2012年)

### 室内
- 60メートル競走：7秒59 (2008年)
- 800メートル競走：2分18秒09 (2011年)
- 60メートルハードル：8秒11 (2010 - 2011年)
- 走高跳：1m84 (2010年)
- 走幅跳：6m44 (2009年)
- 砲丸投：15m41 (2013年)
- 五種競技：4723点 (2011年)

## 主な成績
| 年   | 大会                 | 会場                      | 記録 | 備考     |
| ---- | -------------------- | ------------------------- | ---- | -------- |
| 2004 | 世界ジュニア選手権   | イタリア グロッセート     | 4位  | 七種競技 |
| 2006 | ハイポミーティング   | オーストリア ゲツィス     | 19位 | 七種競技 |
| 2006 | ヨーロッパ選手権     | スウェーデン イェーテボリ | 21位 | 七種競技 |
| 2007 | ヨーロッパ室内選手権 | イギリス バーミンガム     | 11位 | 五種競技 |
| 2007 | ハイポミーティング   | オーストリア ゲツィス     | 21位 | 七種競技 |
| 2007 | 世界選手権           | 日本 大阪                 | DNF  | 七種競技 |
| 2008 | ハイポミーティング   | オーストリア ゲツィス     | 12位 | 七種競技 |
| 2008 | オリンピック         | 中国 北京                 | 18位 | 七種競技 |
| 2009 | ヨーロッパ室内選手権 | イタリア トリノ           | 3位  | 五種競技 |
| 2009 | 世界選手権           | ドイツ ベルリン           | 7th  | 七種競技 |
| 2010 | 世界室内選手権       | カタール ドーハ           | 5位  | 五種競技 |
| 2010 | ヨーロッパ選手権     | スペイン バルセロナ       | DNF  | 七種競技 |
| 2010 | ハイポミーティング   | オーストリア ゲツィス     | 10位 | 七種競技 |
| 2011 | ヨーロッパ室内選手権 | フランス パリ             | 1位  | 五種競技 |
| 2011 | 世界選手権           | 韓国 大邱                 | 7位  | 七種競技 |
| 2011 | ハイポミーティング   | オーストリア ゲツィス     | 3位  | 七種競技 |
| 2012 | ヨーロッパ選手権     | フィンランド ヘルシンキ   | 1位  | 七種競技 |
| 2012 | オリンピック         | イギリス ロンドン         | 6位  | 七種競技 |
| 2012 | ハイポミーティング   | オーストリア ゲツィス     | 12位 | 七種競技 |
| 2012 | デカスター           | フランス タランス         | 2位  | 七種競技 |
| 2013 | ヨーロッパ室内選手権 | スウェーデン イェーテボリ | 1位  | 五種競技 |
| 2013 | 世界選手権           | ロシア モスクワ           | 8位  | 七種競技 |
| 2013 | ハイポミーティング   | オーストリア ゲツィス     | 10位 | 七種競技 |
| 2014 | ヨーロッパ選手権     | スウェーデン チューリッヒ | 1位  | 七種競技 |